# Adolf Korell

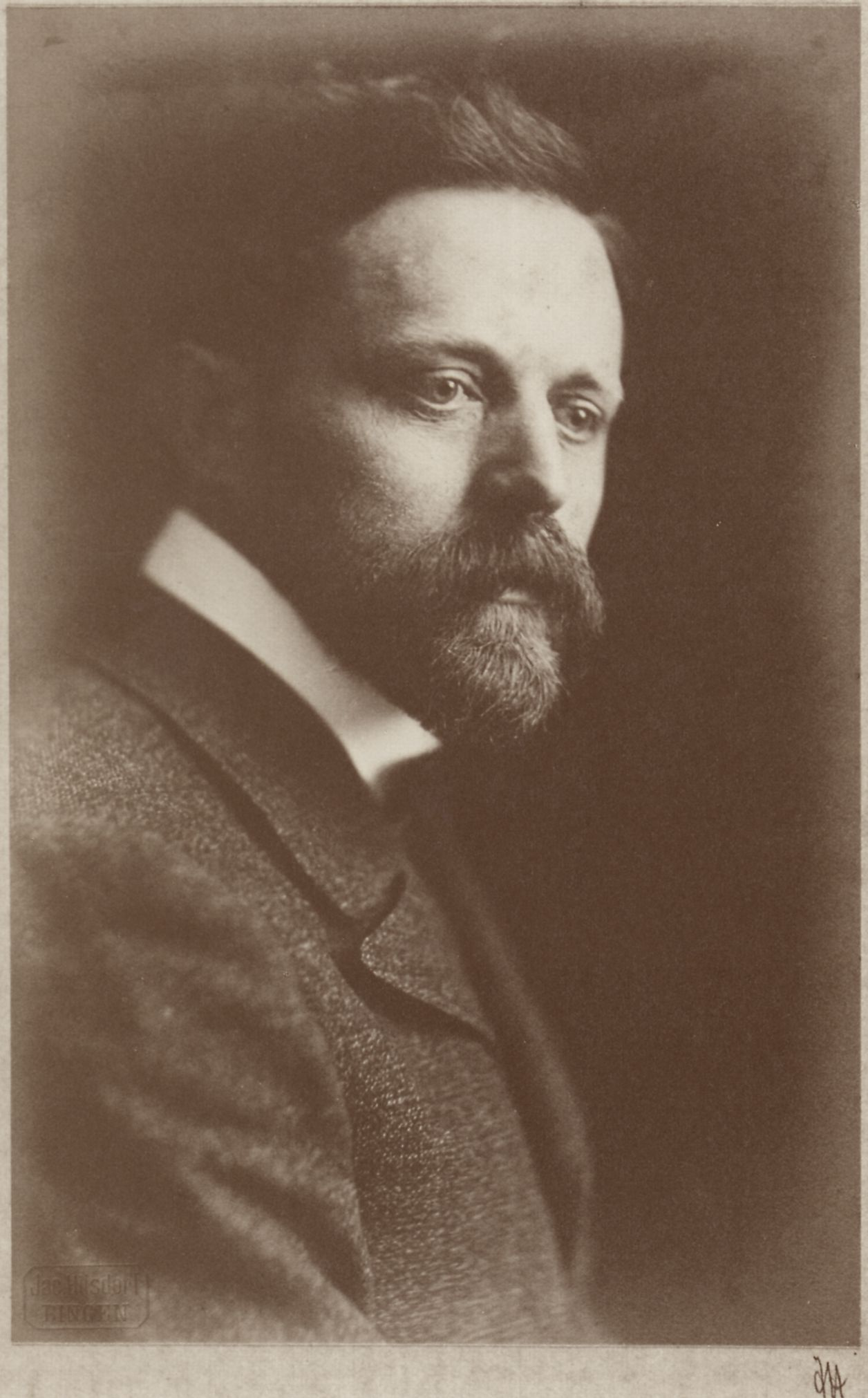
Adolf Korell auf einer Fotografie von Jacob Hilsdorf.

Adolf Korell (* 20. März 1872 in Ober-Gleen (Kirtorf); † 17. September 1941 in Darmstadt) war ein hessischer Pfarrer, Politiker (DDP), Reichstagsabgeordneter, Landtagsabgeordneter und Minister für Arbeit und Wirtschaft des Volksstaates Hessen.

## Ausbildung und Beruf
Adolf Korell war der Sohn des Lehrers Karl Korell (1845–1902) und dessen Frau Anna, geborene Ramge (1847–1926). Nach der Volksschule und Bürgerschule wechselte Korell 1885 auf das Gymnasium nach Gießen. Dort legte er 1891 das Abitur ab und studierte bis 1895 an der Universität Gießen Theologie. Während seines Studiums wurde er 1891 Mitglied der Burschenschaft Germania Gießen.
Er arbeitete in Alsfeld, Darmstadt, Königstädten und Nieder-Ingelheim als Pfarrer. Im Ersten Weltkrieg arbeitete er als Feldgeistlicher.
Am 3. März 1923 wurde er durch die französischen Besatzungsbehörden aus dem besetzten Rheinhessen ausgewiesen und wurde Pfarrverwalter in Rendel. Im Dezember 1924 gestatten die Besatzungsbehörden die Rückkehr nach Rheinhessen. Er lebte seit 1932 in Wiesbaden und seit 1937 in Camberg und wurde am 1. Juli 1941 an als Pfarrer nach Eschbach berufen.

## Politik
Von 1911 bis 1918 war er Abgeordneter in der 2. Kammer des hessischen Landtags und im Provinzialtag für Rheinhessen.
Vom 6. Juni 1920 bis zum 19. Mai 1928 war Adolf Korell Reichstagsabgeordneter der DDP für den Wahlkreis 22 (Hessen-Darmstadt). Nach dem Zusammenschluss der DDP mit der Volksnationalen Reichsvereinigung zur Deutschen Staatspartei 1930 trat Korell der neuen Partei nicht bei und unterstützte bei den Landtagswahlen 1931 die erfolglose Kandidatur der RDP.
Von 1927 bis 1931 war er Mitglied des Landtags des Volksstaates Hessen. Im Kabinett Adelung war er vom 14. Februar 1928 bis zum 13. März 1933 Minister für Arbeit und Wirtschaft.
Nach der Machtübernahme der Nationalsozialisten musste er aus der Politik ausscheiden.

## Ehrungen
Korell ist Ehrensenator der Universität Gießen. Nach ihm ist seit dem 1. Februar 1978 der Korellweg im Darmstädter Stadtteil Eberstadt benannt.
Adolf Korell wurde auf dem Alten Friedhof in Darmstadt bestattet (Grabstelle: II N 55).